# 9543 Nitra
9543 Nitra (1983 XN1) là một tiểu hành tinh vành đai chính được phát hiện ngày 4 tháng 12 năm 1983 bởi M. Antal ở Piszkéstető.